# Pont Viau
Le pont Viau est un pont routier qui relie Montréal (arrondissement Ahuntsic-Cartierville) à Laval, en enjambant la rivière des Prairies. 

## Situation et accès
Il relie les régions administratives de Montréal et de Laval.

## Circulation
Le pont est emprunté par la route 335. Il comporte cinq voies de circulation, ainsi qu'un trottoir de chaque côté et une piste cyclable. Deux voies sont ouvertes en tout temps dans chaque direction, alors que la voie centrale est utilisée comme voie réservée pour les autobus.
Chaque jour de la semaine, environ 29 000 véhicules motorisés ainsi que 7 000 piétons et cyclistes le traversent.

## Toponymie
Le nom du pont honorerait vraisemblablement la mémoire de Christophe Viau, un agriculteur qui possédait une terre à proximité du pont dans les années précédant sa construction. D'autres hypothèses existent quant à l'origine du nom du pont. Il pourrait également rappeler Pierre Viau, un des membres de la société qui a construit le pont original de 1847, ou François Viau, qui possédait une terre près du pont à la fin du XIXe siècle.
 Le pont a d'ailleurs donné son nom à l'ancienne municipalité de Pont-Viau, fondée en 1926, faisant maintenant partie de la ville de Laval.

## Historique
Un pont en bois est construit à cet endroit en 1847. Il est reconstruit en acier en 1887, puis en béton en 1930. Ce dernier est conçu par l'architecte Marius Dufresne. Il est rénové en 1962 puis  élargi en 1993. Son tablier est reconstruit en acier en 2010.

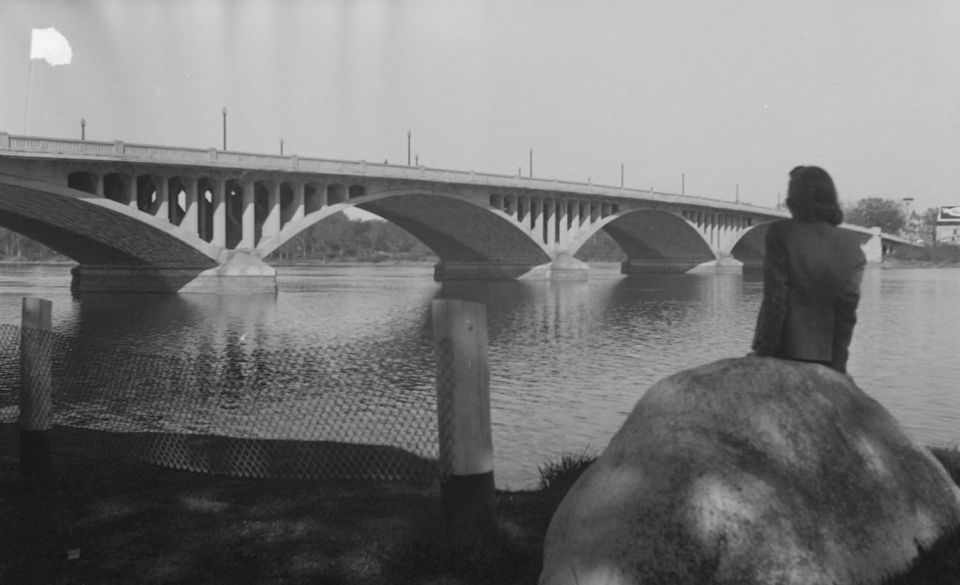
1941
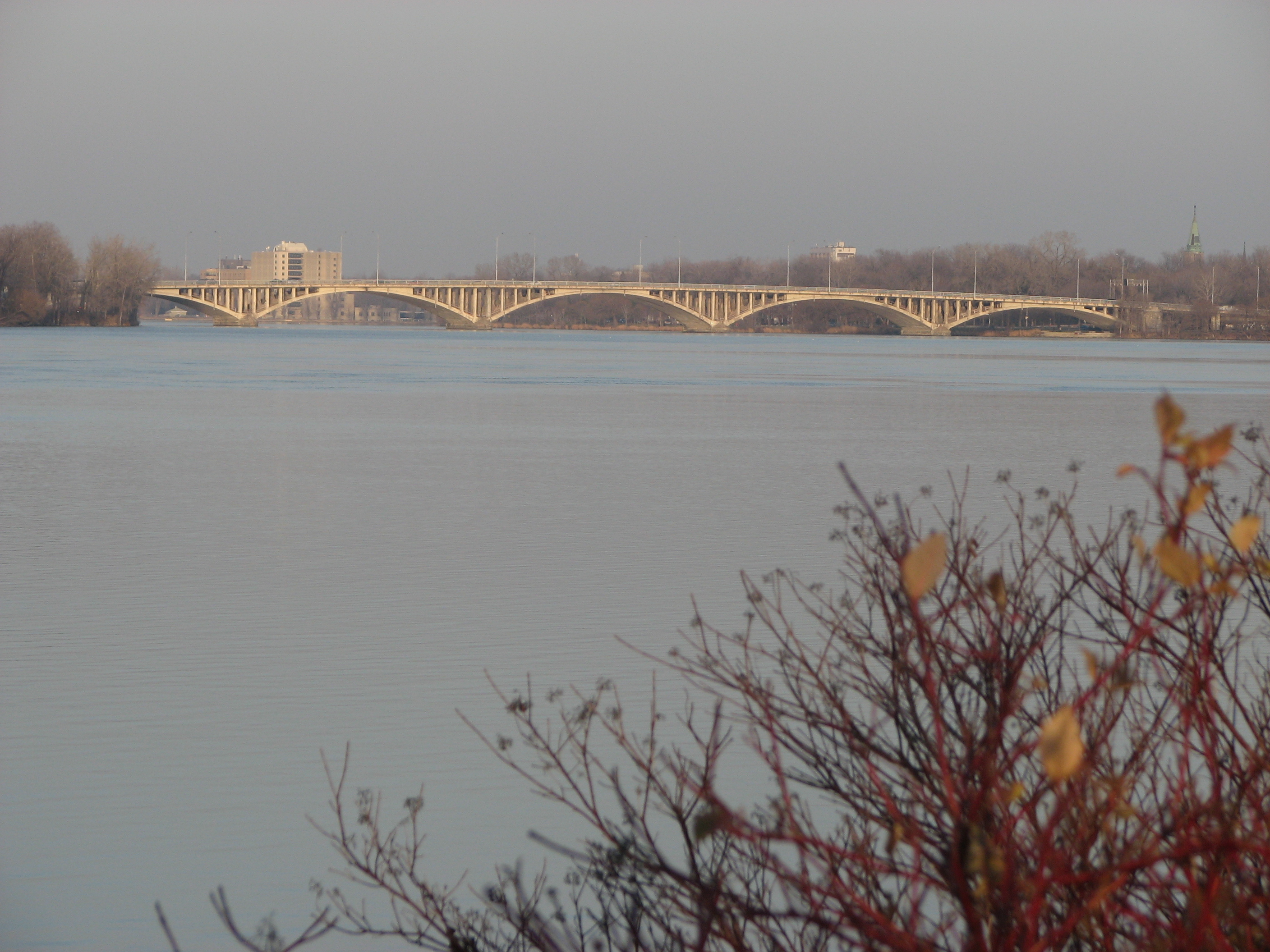
2009